# 手編みのプレゼント
「手編みのプレゼント」（てあみ-）は、1976年9月10日に発売された岡田奈々の6枚目のシングル。発売元はNAVレコード（現・ポニーキャニオン）。

## 解説
- 作詞はデビュー曲「ひとりごと」からひきつづき6連投の松本隆、作曲は前作の「若い季節」からひきつづき2連投の佐藤健、編曲は「青春の坂道」からひきつづき3連投の瀬尾一三による。リリースナンバーは一新してN-6、定価600円[1]。

- 「手編みのプレゼント」は、おなじく松本隆が作詞をして前年に大ヒットした太田裕美の「木綿のハンカチーフ」同様、地方から都会へ旅立つ「あなた」への贈り物がタイトルとなっている[2]。発売時にはまだ気温の高い時期であったが、「手編みのセーター」というアイテムは、冬に向けての季節を先取りした楽曲であった。

- 現在、A面・B面ともにCD音源化されている。

## 収録曲
- 全曲作詞：松本隆

1. 手編みのプレゼント (3分51秒)
作曲：佐藤健／編曲：瀬尾一三
2. 地図のない旅 (4分50秒)
作曲・編曲：瀬尾一三

## 収録アルバム
- 『岡田奈々 スーパーベスト』 （1986年11月5日発売、廃盤） - 「手編みのプレゼント」
- 『岡田奈々』 （1989年8月21日発売、廃盤） - 「手編みのプレゼント」
- 『お元気ですか? 岡田奈々with Love』 （1990年11月21日発売、廃盤） - 「手編みのプレゼント」
- 『MYこれ!クション 岡田奈々 BEST』 （2001年10月17日発売） - 「手編みのプレゼント」
- 『ぼくらのベスト アルバム復刻シリーズ 岡田奈々2 （2004年5月19日発売）

アルバム『'77新しい日記帳』 - 「手編みのプレゼント」「地図のない旅」
- 『「岡田奈々」SINGLESコンプリート』 （2007年7月18日発売） - 「手編みのプレゼント」「地図のない旅」
- 『憧憬+シングルコレクション』 （2008年7月16日発売） - 「手編みのプレゼント」